# Trojans de Troy
Pour les articles homonymes, voir Trojan.
Trojans de Troy (en anglais : Troy Trojans) est le nom du club omnisports universitaire se référant aux 15 programmes sportifs tant féminins que masculins de l'Université de Troy basée à Troy dans l'Alabama.
Ces programmes participent, en tant que membres de la Sun Belt Conference, aux compétitions sportives organisées par le National Collegiate Athletic Association (NCAA).
Les couleurs officielles sont le rouge cardinal, l'argent et le noir (  ).
L'équipe de football américain joue ses matchs à domicile au Veterans Memorial Stadium (en) d'une capacité de 30 000 places depuis la saison 1950. Elle a développé des rivalités avec South Alabama, Middle Tennessee (Battle for the Palladium), UAB et Southern Miss.